# Die Flucht (Schauspiel)

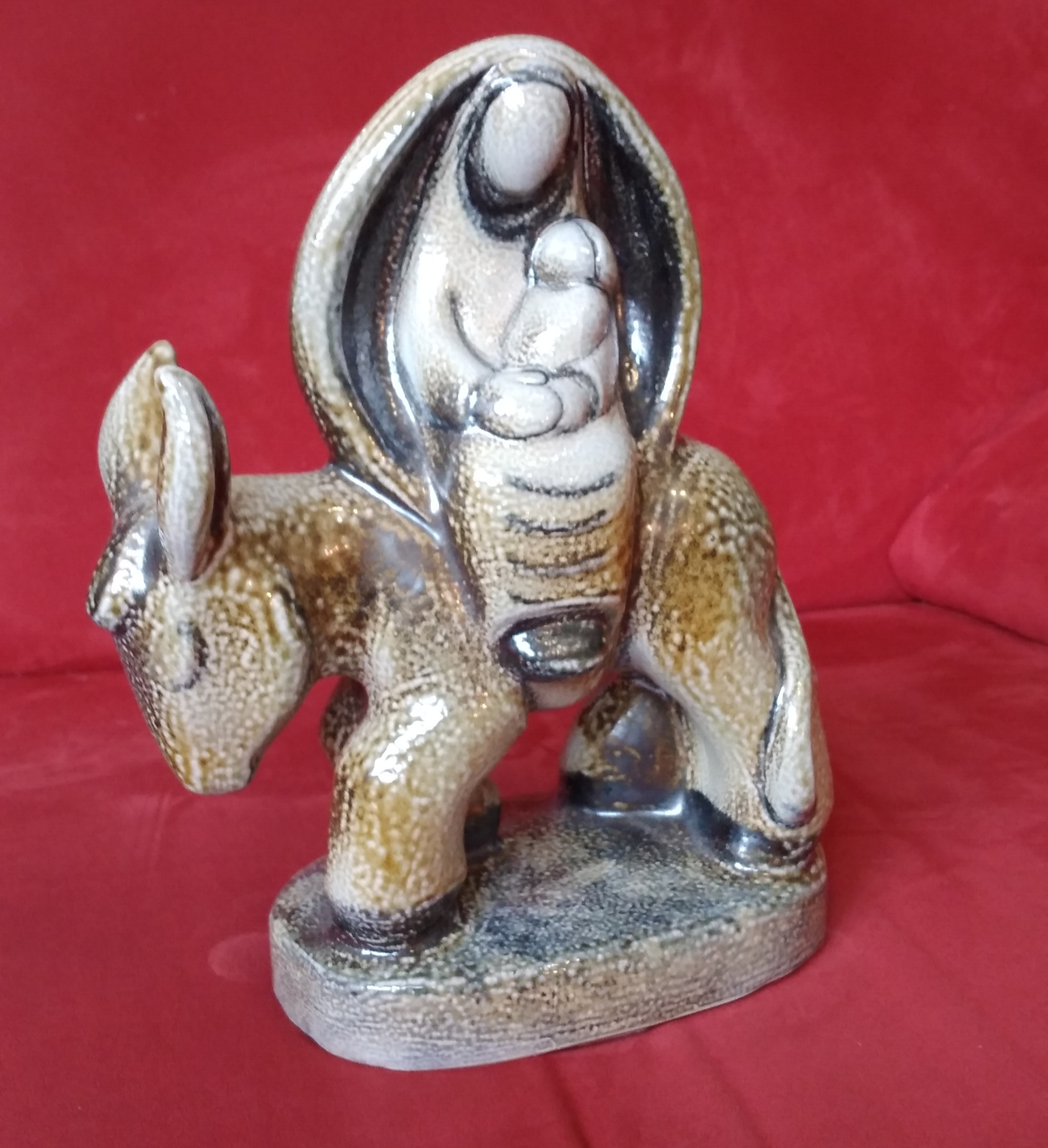
Ausschnitt aus dem Frontcover einer Schallplattenfassung (1965) nach der Uraufführung

Die Flucht ist ein Theaterstück von Ernst Waldbrunn und Lida Winiewicz aus dem Jahr 1965. Seine Uraufführung hatte es mit Waldbrunn und Albert Lieven in den Hauptrollen am 8. Oktober 1965 in Wien im Kleinen Theater der Josefstadt im Konzerthaus. Regie führte Hermann Kutscher. Neben Waldbrunn als Karl Anton Winter und Lieven als Dr. Krantz wirkte Heribert Aichinger als Svoboda mit; ferner spielten Curt Eilers, Adolf Beinell, Elfriede Ramhapp, Christian Fuchs und Rose Renée Roth.
Das Stück, das eigene Erlebnisse Ernst Waldbrunns zur Hitlerzeit verarbeitet, erhielt nach seiner Uraufführung überschwängliche Rezensionen und ihm wurde ein Siegeszug über alle Bühnen prophezeit. Dieser blieb allerdings aus und es wurde späterhin kaum noch gespielt.

## Inhalt, Form
Die Flucht handelt von den Erlebnissen des den Holocaust überlebenden sogenannten halbjüdischen Komödianten Karl Anton Winter zur Zeit des Dritten Reichs. Ausgangspunkt und Zusammenhalt der Szenenfolge ist ein Vortragsabend Winters „Humor mit Herz“ zwanzig Jahre nach dem Zusammenbruch, als er von der Bühne aus einen seiner damaligen Peiniger unter den Zuschauern zu entdecken glaubt bzw. eine Ähnlichkeit feststellt und daraufhin die Bühne fluchtartig verlässt. Stunden später zurückkehrend erklärt der Schauspieler dem Nachtwächter des Theaters Svoboda, einem außerordentlichen Bewunderer von Winters Kunst, seine Beweggründe, gleitet dabei aber bald selbstvergessen in eine Reflexion der sieben schlimmsten Jahre seines Lebens ab:
Winter, der wegen seiner teilweisen jüdischen Herkunft nach dem Anschluss Österreichs nur mit einer Sondergenehmigung in Wien als Schauspieler wirken darf, droht aufgrund der Schließung seines Theaters die Arbeitslosigkeit und die Deportation in ein Arbeitslager. Eine Bekannte legt bei dem Intendanten des Oberschlesischen Theaters in Gleiwitz ein gutes Wort für ihn ein, doch eine Antwort bleibt lange aus. Buchstäblich im letzten Moment verhindert die doch stattfindende telegrafische Einladung, dass Winter in eine berüchtigte Kohlegrube geht. In Gleiwitz entsteht dann eine von nervöser Angst geprägte Trinkfreundschaft mit dem Gauleiter und literaturbegeisterten Dr. Krantz (Doktorarbeit über Heine), einem „Bluthund“, der ob seiner Grausamkeit gefürchtet wird. Dieser steht auch dem KZ Auschwitz vor, wo Winter mit seinem Theater vor der Belegschaft des Konzentrationslagers auftritt. Am Ende kommt der Schauspieler jedoch auch selbst nicht um einen längeren Aufenthalt in einem Arbeitslager herum. Als ihm von dort die Flucht gelingt, geht er nach Kattowitz, wo er in Krantzs Arbeitszimmer gelangt. Der Gauleiter unterstützt nach anfänglicher Empörung die weitere Flucht Winters unter anderem mit einem Pass. Winter spürt derweil tief in sich das Verlangen den Gauleiter zu töten, nimmt jedoch die Hilfe des Nazis an. Nach dem Ende des Dritten Reichs hört Winter, inzwischen wieder erfolgreicher Schauspieler in Wien, davon, dass Dr. Krantz als Kriegsverbrecher gesucht wird. Wenn nun Krantz, der ihm damals das Leben gerettet hatte, plötzlich vor seiner Tür stehen würde und um Hilfe und um sein Leben flehen würde? Winter nimmt sich nach schwerer Überlegung vor, das „Monstrum“ dennoch der ihm drohenden Hinrichtung auszuliefern. Dann steht Krantz eines Tages wirklich vor Winters Tür. Sein folgendes Handeln bereitet dem Schauspieler fortan Gewissensqualen: Er versteckt den Gesuchten, bis dieser seine Flucht fortsetzt, mehrere Tage in seiner Wohnung.
Svoboda reißt Winter aus seinen Überlegungen, die qualvoll sein damaliges Tun zu bewerten suchen, und rät zu einem Achtel Wein mit einem Schuss Rum, dem Saft einer halben Zitrone, zwei Löffel Zucker und, wenn vorhanden, ein paar Gewürznelken: „Heiß machen, ziehen lassen und auf einen Zug herunter.“ Winter jedoch beschäftigt noch eine andere Frage: Hätte sein Komödienpublikum, das von ihm „Humor mit Herz“ erwartet, ihm ebenso zugehört wie der treue Svoboda?

## Entstehung
Über die Entstehung des Stücks äußerte sich Ernst Waldbrunn selbst:

„Ich möchte eigentlich dieses Stück schreiben, dachte ich eine Zeitlang. Dann wollte ich es schreiben, und dann musste ich es schreiben. Es sollte einen menschlichen Konflikt nicht im abstrakten Raum politischer Parabel und verfremdeten Humanitätssymbols behandeln, sondern eine Gewissensfrage – Rache oder Unterlassung – ganz konkret und direkt stellen. Nach 18 Jahren und der – vorsichtig gerechnet – zwölften Fassung wollte ich aufgeben. Das Stück war zu lang. Das Stück war zu kurz. Es war zu hart. Es war zu weich. Zu schwarz. Zu weiß. Es war ein Stück Gewissenserforschung. Ein Stück Bekenntnis. Aber es war kein Stück. Da traf ich Lida Winiewicz. Ich zeigte ihr, wie meine Menschen zitterten und drohten, wie sie sich ans Leben klammerten, wie sie hofften und zweifelten, wie sie liebten und verachteten, wie sie stammelten und aufbrüllten, was sie redeten und wieviel sie redeten. Sie zeigte mir, wie sie redeten und wie wenig. So entstand ‚Die Flucht’.“

## Zeitgenössische Kritik
Rüdiger Engerth sprach in Neues Österreich von einem sensationellen Erfolg des Bühnenstücks, das „zum erstenmal den Wienern die Erinnerung an jene Tage ins Gedächtnis rief, in denen Hitler jene Schauspieler der geschlossenen Bühnen, die nicht die Gunst der Reichskulturkammer genossen, in die Arbeitslager kommandierte.“ Friedrich Schreyvogl bezeichnete die Szenenfolge quasi als bislang herausragendste Theaterbearbeitung der Hitlerzeit „Europas und der Neuen Welt“. In der Wiener Zeitung urteilte er: „Seit dem Ende Hitlers (hat) man versucht, das Unfassbare mit den Mitteln der Szene zu erfassen, einigen Stücken ist es geglückt, weit mehr blieben auf der Strecke. Nun, in Wien ist das Unwahrscheinliche zum Ereignis geworden – zu einem echten und interessanten Ereignis des Theaters.“ Paul Blaha prophezeite nach der Uraufführung im Wiener Kurier: „Dies Stück der Rückschau und Erinnerung wird über alle Bühnen gehen.“ Laut Piero Rismondos Rezension in Die Presse zeigt es einen „armen Menschen in seiner Todesangst und Gewissensnot“.

## Wirkung
Kindlers Literaturgeschichte der Gegenwart nannte Die Flucht 1980 noch das neben Der Herr Karl „wohl (…) gelungenste Exempel dramatischer Vergangenheitsbewältigung auf der österreichischen Szene seit 1945.“ In Schauspielführern findet es jedoch anders als das Einpersonenstück von Qualtinger/Merz inzwischen keine Erwähnung.
Die Flucht entstand nach der Inszenierung der Uraufführung auch als Schallplatte bei Preiser Records. Die Aufnahme ist inzwischen auch als CD erhältlich. 1966 wurde mit denselben Hauptdarstellern zudem eine Fernsehfassung gefilmt, ebenfalls unter Kutschers Regie. Danach gab es nur noch vereinzelt Aufführungen des Stücks. Eine Erklärung ist, dass, da Die Flucht auf Waldbrunn hingeschrieben und er selbst sozusagen eins mit seiner Rolle war, andere Schauspieler den Vergleich mit ihm gescheut hätten. Bis das Stück 2008 das Landsberger Stadttheater anlässlich des siebzigsten Jahrestages der Reichspogromnacht in einer Inszenierung von Alexander Netschajew auf den Spielplan nahm, war es tatsächlich vierzig Jahre nicht mehr zu sehen gewesen. Allerdings sorgte Die Flucht mit „ausverkauften Vorstellungen und stehenden Ovationen“ hier wiederum „für Furore“. 2009 folgte anlässlich einer in Landsberg bevorstehenden NPD-Demonstration zur Mahnung eine kurzzeitige Wiederaufnahme.
Achtzig Jahre nach dem Ende des Zweiten Weltkriegs inszenierte Schauspieldirektor David Bösch 2025 das Stück am Linzer Landestheater.